# Lowell Ponte
Lowell Ponte (n. 1946) es un autor de Estados Unidos.
Es conocido por su libro escrito en 1976 sobre la hipótesis de un cambio climático y de una próxima glaciación, The Cooling, que fue un superventas.

## Obras
- The Cooling: Has the Next Ice Age Already Begun? , Prentice-Hall, ISBN 0-13-172312-X (0-13-172312-X)
- Veil of Terror, con Betty Balsam, Republic Books, ISBN 1-931964-00-9 (1-931964-00-9)